# Norberto Anido
Norberto Anido (Avellaneda, 8 de febrero de 1933- 5 de enero de 1985) fue un futbolista y entrenador argentino que se desempeñó como defensa. Es ampliamente considerado uno de los más notables centre-backs en la historia del Racing Club.
Debutó con Racing Club de la Primera División de Argentina en 1955. Allí consiguió dos campeonatos en 1958 y 1961. En 1965 se trasladó al Atlético Nacional de la Categoría Primera A y, al año siguiente, al Kimberly de la Liga Marplatense de Fútbol. Se retiró tras la temporada 1968. 

## Trayectoria

### Racing Club
Se formó en la configuración juvenil del Racing Club de Argentina hasta lograr su ansiado debut en 1955. Sucedió el 14 de agosto frente a Chacarita Juniors por el Campeonato de Primera División, con victoria de su equipo 1–0 en Villa Maipú.
Integró el plantel campeón del Campeonato 1958, siendo suplente del tridente defensivo Vladislao Cap, Juan Carlos Murúa y Pedro Dellacha. Tras la partida de este último, ganó la titularidad en el equipo. Posteriormente logró el título de campeón en el Campeonato 1961, formando una importante dupla defensiva con su compañero uruguayo Juan Carlos Mesías, lateral del equipo. Ambos estaban acompañados por Federico Sacchi, quien solía posicionarse de líbero.
En el torneo local de 1964 se dio un hecho singular: tras la salida del técnico Néstor Raúl Rossi, Anido asumió como entrenador del equipo, formando un triunvirato junto a Oscar Martín y Sacchi. Los tres, que previamente fueron jugadores titulares, se encargaron también de la dirección técnica en el empate sin goles frente a River Plate, correspondiente a la 11.ª fecha del campeonato.
Jugó su último partido el 27 de junio de 1965, en la derrota 2–0 contra Banfield por la Primera División. Totalizó 218 partidos jugados (203 por torneo local, 13 por copas nacionales y 2 por la Copa Libertadores 1962). Su puesto fue sucedido por Roberto Perfumo, otro ídolo de «la Academia».

### Últimos años
Tras su salida de Racing Club, partió al fútbol colombiano con el Atlético Nacional. Disputó sólo una temporada antes de volver a su país con Kimberley de la Liga Marplatense de Fútbol. Se retiró tras la finalización de la temporada 1968.

## Selección nacional
Fue internacional con la selección de fútbol de Argentina, participando del Campeonato Sudamericano 1959 (Ecuador).

## Filmografía
- Anido es mencionado en un diálogo de la película argentina El secreto de sus ojos, ganadora de la 82.ª edición de los Premios Óscar en la categoría mejor película extranjera. En el largometraje, un hincha del Racing Club hace una analogía de una compañía excepcional con la dupla defensiva entre Anido y Juan Carlos Mesías.[12]

## Palmarés

### Títulos nacionales
| Título           | Club        | País      | Año  |
| ---------------- | ----------- | --------- | ---- |
| Primera División | Racing Club | Argentina | 1958 |
| Primera División | Racing Club | Argentina | 1961 |